# Grotte d'Arlanpe
La grotte d'Arlanpe est un site archéologique situé dans la commune biscaienne de Lemoa dans la communauté du Pays basque en Espagne,.
La grotte d'Arlanpe s'ouvre sur le versant NNE d'un rocher calcaire appelé Arlanpeko Atxa dans laquelle des occupations humaines ont été documentées dès l'Acheuléen supérieur, le Solutréen, le Magdalénien, l'Âge du Bronze et la fin de l'Empire romain.

## Historique

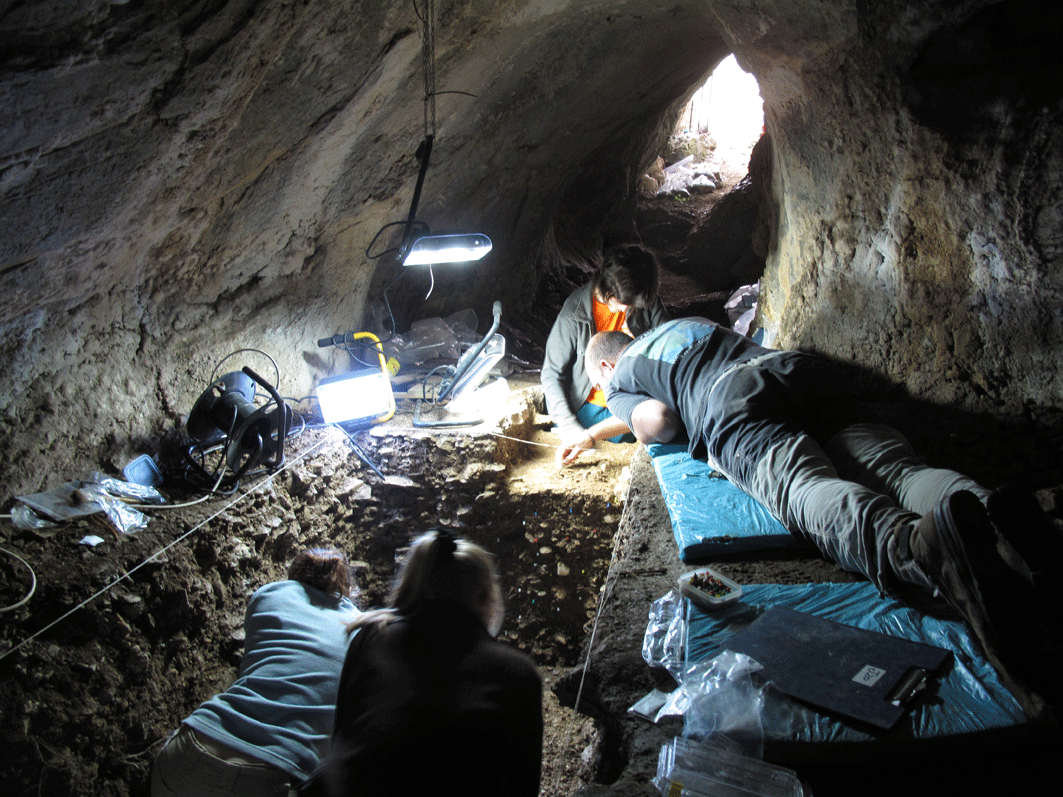
Excavation archéologique dans la grotte.

Le site d'Arlanpe a été découvert en 1961 par les spéléologues Xabier Zumalde et Ignacio Espinosa, membres du Club Alegría d'Amorebieta . À la suite de cette découverte, quelques rares matériaux ont été récupérés dans un sondage à l’entrée, que José Miguel de Barandiarán Ayerbe définira plus tard comme d’apparence inféropaléolithique.
Ce site fut à partir de ce moment la seule référence à d'éventuelles occupations du Paléolithique inférieur dans la province de Biscaye et pourtant il tomba dans l'oubli pour la communauté des archéologues, étant même confondu sur la carte archéologique avec une autre grotte (Arlanpe II) situé à plus de 100 mètres de l’original.
En 2006, la grotte a fait l'objet d'une étude et d'un sondage au cours desquels l'intérêt archéologique du site a été évalué. Depuis 2007, le site fait l'objet d'un projet de recherche multidisciplinaire qui, sous la direction de Joseba Rios-Garaizar, rassemble plus d'une douzaine de spécialistes de différents centres et universités, dont le musée archéologique de Bilbao, l'Université du Pays basque, l'Université de Cantabrie ou l'Université de Burgos entre autres. Ce projet est financé par la Députation forale de Biscaye, la Fondation Barandiarán, le Gouvernement Basque et la Mairie de Lemoa.

## Séquence stratigraphique
Le site a été fouillé sur une superficie d'environ 11 m2 ; jusqu'en 2010, les travaux ont été réalisés dans deux zones situées à l'entrée et au fond de la cavité. Ces travaux ont permis de récupérer deux séquences stratigraphiques dissociées dans lesquelles sont représentées les périodes suivantes :

### Acheuléen supérieur

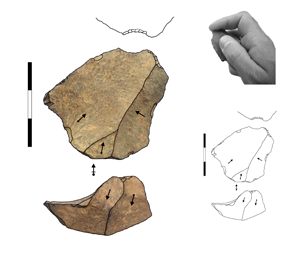
Pointe pseudo-Levallois en schiste. Arlanpe (niveau D).

Les niveaux les plus anciens (niveau D, séquence inférieure) remontent au dernier interglaciaire (environ 115 000 av. J.-C.) selon les preuves climatiques et culturelles disponibles. Dans ces niveaux, on a trouvé d'abondants restes de faune, parmi lesquels se distinguent ceux du bouquetin ibérique (Capra pyrenaica) et du chamois (Rupicapra rupicapra). L'industrie lithique est abondante, mettant en évidence les outils de grande taille en lutite (matière première locale), matériel) comprenant la collection comportant plusieurs bifaces. Les outils en silex sont réalisés à partir d'éclats méthode Levallois importés sur le site sous forme d'outils retouchés (grattoirs et denticulés). Ces occupations représentent, avec Irikaitz, Lezetxiki ou Mendieta I, l'une des premières preuves d'occupation humaine au Pays basque.

### Solutréen supérieur tardif
Il s'agit d'occupations relativement intenses (niveaux III et II, séquence d'entrée), dans lesquelles ont été récupérés des habitations, d'abondants vestiges d'industrie lithique, parmi lesquels se distinguent des outils de chasse (pointe foliacée et lamelle à dos), une industrie osseuse avec des restes de pointes, des aiguilles, pendentifs, etc. La faune est abondante, où l'on retrouve à nouveau le bouquetin et le chamois. Ces occupations ont été datées d'environ 17 000 ans, ce qui en fait l'une des références les plus récentes au Solutréen régional.

### Magdalénien moyen
Il s'agit d'occupations de faible intensité (Niveau I, séquence d'entrée) dans lesquelles un nombre limité de vestiges d'outils en silex et de restes de faune ont été récupérés. Associé à ces occupations (il y a 17 500 ans), on trouve un bloc de calcaire, pesant 70 kg, déjà connu sous le nom de La Dama de Arlanpe, dans lequel on trouve des représentations féminines de l'Art schématique ibérique.

### Âge du bronze
Des restes humains appartenant à au moins un individu ont été retrouvés dans des contextes altérés (niveau A, séquence du bas) et en surface, provenant d'un site funéraire altéré par des blaireaux, datés d'environ 3 200 ans (1250 av. J.-C.).

### Bas-Empire romain
La séquence préhistorique apparaît altérée à différents endroits par des fosses dans lesquelles ont été récupérés des objets (Terra sigillata Hispánica, métal, verre) qui permettent une attribution au IVe siècle.

## Importance du site
Les fouilles récentes à Arlanpe nous permettent de récupérer un contexte archéologique en utilisant des méthodologies modernes de fouille et d'analyse. Un exemple en est l’utilisation des restes d’un ours brun (Ursus arctos) récupérés sur le site pour évaluer le degré de diversité génétique des ours bruns actuels.
Cependant, le véritable potentiel du site réside dans la présence d'occupations de la transition entre le Pléistocène moyen et Pléistocène supérieur qui permettront de mieux comprendre les modes de vie des premiers groupes d'Homme de Néandertal (Homo neanderthalensis) au nord de la péninsule ibérique. Les occupations solutréennes sont également importantes pour clarifier comment et pourquoi la transition entre le Solutréen et le Magdalénien s'est produite. Enfin, les tombes du Bas-Empire romain apporteront des informations importantes pour enrichir notre vision de la société de la fin de l'Empire dans le nord de la péninsule ibérique.